# Townsendia aprica
Townsendia aprica là một loài thực vật có hoa trong họ Cúc. Loài này được S.L.Welsh & Reveal miêu tả khoa học đầu tiên năm 1968.